# Ctenium plumosum
Ctenium plumosum là một loài thực vật có hoa trong họ Hòa thảo. Loài này được (Hitchc.) Swallen mô tả khoa học đầu tiên năm 1939.